# Bandera de Valdecaballeros
La bandera de Valdecaballeros (Badajoz) se adoptó el 20 de febrero de 1992, mediante la Orden de 10 de febrero de 1992, por la que se aprueba el Escudo Heráldico y Bandera Municipal, para el Ayuntamiento de Valdecaballeros. 
Dicha Orden describe el diseño de la bandera de la siguiente forma:

Bandera cuadrada, de color blanco con una cruz roja; brochante al centro, el escudo municipal en sus colores.